# Вігано
Вігано, Віґано (італ. Viganò) — муніципалітет в Італії, у регіоні Ломбардія, провінція Лекко.
Вігано розташоване на відстані близько 500 км на північний захід від Рима, 30 км на північ від Мілана, 17 км на південний захід від Лекко.
Населення — 2086 осіб (2014).

## Демографія
Населення за роками:

Станом на 1 січня 2023 року в муніципалітеті офіційно проживало 126 іноземців з 26 країн, серед них 19 громадян країн Євросоюзу.

## Сусідні муніципалітети
- Барцано
- Міссалья
- Монтічелло-Бріанца
- Сірторі